# Pletovarje
Pletovarje je naselje v Občini Šentjur.